# Гершельман, Лев Карлович
Лев Ка́рлович Гершельман (14 июня 1889 — 10 июля 1979) — русский офицер, участник Первой мировой войны и Белого движения.

## Биография
Уроженец Херсонской губернии, лютеранского вероисповедования. Полное имя Лев-Вильгельм-Карл Карлович. Окончил Одесский кадетский корпус (1907) и Михайловское артиллерийское училище (1910), откуда выпущен был подпоручиком в лейб-гвардии 3-ю артиллерийскую бригаду, с которой и вступил в Первую мировую войну. Командовал 5-й батареей и занимал должность старшего офицера. Был произведен в штабс-капитаны. Высочайшим приказом от 26 ноября 1916 года был удостоен Георгиевского оружия
За то, что, будучи в чине поручика, в боях 3—5 сентября 1915 года у д. Тартак, находясь на передовом наблюдательном пункте в пехотном окопе, под действительным, непрерывным ружейным и артиллерийским огнём, давал точные указания для корректирования своей батареи, результатом чего был разрушен мост, имевший важное значение, и метким огнём по окопам и тылу противника способствовал захвату германских окопов, двух пулеметов и пленных.
В 1917 году окончил ускоренный курс Николаевской военной академии. На ноябрь 1917 года — в штабе 11-й армии, был произведен в капитаны. В 1918 году — слушатель старшего класса военной академии, эвакуированной в Екатеринбург. Входил в офицерскую пятерку Малиновского—Ярцова, пытавшуюся спасти царскую семью. Участвовал в Белом движении на Восточном фронте. Назначен начальником мобилизационного отделения в штабе по формированию Народной армии в г.Екатеринбурге (1918, июля 28). Занимал должность начальника штаба Сибирской казачьей дивизии, был произведен в подполковники.Штаб-офицер для поручений Походного Штаба помощника Верховного Уполномоченного на Дальнем Востоке по военной части.
В 1920 году — в Харбине, на 8 января 1922 года — член Общества офицеров гвардии на Дальнем Востоке. С 1922 года в эмиграции в США, жил в Сан-Франциско. Был членом легитимно-монархического «Союза единства Руси». Возглавлял Сан-Францисский отдел Корпуса Императорской армии и флота и был произведен в генерал-майоры КИАФ. Состоял членом Общества офицеров-артиллеристов и почетным членом Объединения кадет российских кадетских корпусов. Скончался в 1979 году в Сан-Франциско. Был женат.
Награждён за отличия в делах против неприятеля орденами до Святого Владимира 4 степени с мечами и бантом  (приказ армиям Юго-Западного фронта 8 ноября 1916 г. N1843)